# Геттис, Джим
Джим Геттис (англ. Jim Gettys) — программист Alcatel-Lucent Bell Labs. До января 2009 был вице президентом проекта One Laptop per Child по разрабатотке ПО для OLPC XO-1. Геттис является одним из основателей первых версий X Window System. Позже он работал в Массачусетском технологическом институте в рамках проекта X.Org, где занимал место среди директоров. Также Геттис отметился и в списке руководителей фонда GNOME. Он работал в World Wide Web Consortium (W3C) и был редактором спецификации HTTP/1.1 в Инженерном совете Интернета. Джим поспособствовал появлению сообщества handhelds.org, откуда началось развитие Linux как платформы для разнообразных гаджетов.
Геттис работал в Исследовательской лаборатории HP в Кембридже. Он получил Internet Plumber of the Year в 1997 как член группы по разработке HTTP/1.1. Геттис - один из Хранителей Пламени (USENIX's 1999 Lifetime Achievement Award). Это звание он получил за участие в расширении Сообщества The X Window System.
Одним из основных достижений Геттиса в OLPC было написание и переработка стандартов для ПО Linux, что позволило сделать программы быстрее и менее требовательными к ресурсам. Джим Геттис пропагандирует повторное использование переменных в коде.
В течение 2010 года Геттис был ключевым членом группы исследователей Bufferbloat, чья работа повлияла на производительность сети Интернет.